# Dibindi
Dibindi est une commune de la ville de Mbuji-Mayi en République démocratique du Congo. 

## Administration
Avec 153 919 électeurs recensés en 2018, Dibindi a le statut de commune urbaine de plus de 80 000 électeurs, elle compte 9 conseillers municipaux en 2019.